# Telstar in het seizoen 1964/65
Het seizoen 1964/1965 was het tweede jaar in het bestaan van de Velsense betaaldvoetbalclub Telstar. De club kwam uit in de Eredivisie en eindigde daarin op de 10e plaats. Tevens deed de club mee aan het toernooi om de KNVB Beker, hierin werd in de tweede ronde, na verlenging, verloren van NAC (0–1).

## Wedstrijdstatistieken

### Eredivisie
|       | ADO   | Ajax  | DOS   | DWS   | Sportclub Enschede | Feijenoord | Fortuna '54 | Go Ahead | GVAV  | Heracles | MVV   | NAC   | PSV   | Sittardia | Sparta |
| ----- | ----- | ----- | ----- | ----- | ------------------ | ---------- | ----------- | -------- | ----- | -------- | ----- | ----- | ----- | --------- | ------ |
| Thuis | 2 – 1 | 0 – 0 | 1 – 4 | 0 – 0 | 1 – 1              | 0 – 2      | 2 – 0       | 1 – 2    | 2 – 3 | 0 – 1    | 1 – 1 | 1 – 1 | 0 – 1 | 0 – 0     | 1 – 0  |
| Uit   | 1 – 1 | 0 – 2 | 3 – 1 | 2 – 1 | 1 – 3              | 4 – 1      | 0 – 1       | 0 – 1    | 1 – 1 | 1 – 1    | 0 – 2 | 2 – 0 | 3 – 2 | 0 – 1     | 1 – 1  |

### KNVB Beker
| 1e ronde                                            | Zwartemeer           | 0 – 2 (0 – 2)       | Telstar                         |
| 4 oktober 1964 Plaats: Klazienaveen Mr. Ovingstraat |                      |                     | 20' Map Marijt 24' Rob de Vries |
| 2e ronde                                            | NAC                  | 1 – 0 Na verlenging | Telstar                         |
| 6 december 1964 Plaats: Breda Beatrixstraat         | Wim Groenewegen 107' |                     |                                 |

## Statistieken Telstar 1964/1965

### Eindstand Telstar in de Nederlandse Eredivisie 1964 / 1965
| Stand | Gespeeld | Gewonnen | Gelijk | Verloren | Punten | Doelpunten voor | Doelpunten tegen |
| ----- | -------- | -------- | ------ | -------- | ------ | --------------- | ---------------- |
| 10e   | 30       | 9        | 10     | 11       | 28     | 31              | 36               |

### Topscorers
| #      | Naam              | Goal |
| ------ | ----------------- | ---- |
| 1.     | Jan Boekestein    | 6    |
| 2.     | Rob de Vries      | 4    |
| 3.     | Piet van der Kuil | 3    |
| 3.     | Hassie van Wijk   | 3    |
| 5.     | Ko Bakker         | 2    |
| 5.     | János Beke        | 2    |
| 5.     | Joop Daniëls      | 2    |
| 5.     | Paul van Egmond   | 2    |
| 5.     | Herman Seegers    | 2    |
| 10.    | Fred Dikstaal     | 1    |
| 10.    | Ted Immers        | 1    |
| 10.    | Tjeerd Kort       | 1    |
| 10.    | Map Marijt        | 1    |
| 10.    | Ron Versluis      | 1    |
| Totaal | Totaal            | 31   |

| #      | Naam         | Goal |
| ------ | ------------ | ---- |
| 1.     | Map Marijt   | 1    |
| 1.     | Rob de Vries | 1    |
| Totaal | Totaal       | 2    |

## Voetnoten
ADO ·
Ajax ·
DOS ·
DWS ·
Sportclub Enschede ·
Feijenoord ·
Fortuna '54 ·
Go Ahead ·
GVAV ·
Heracles ·
MVV ·
NAC ·
PSV ·
Sittardia ·
Sparta ·
Telstar